# Bệnh viện Hữu Nghị

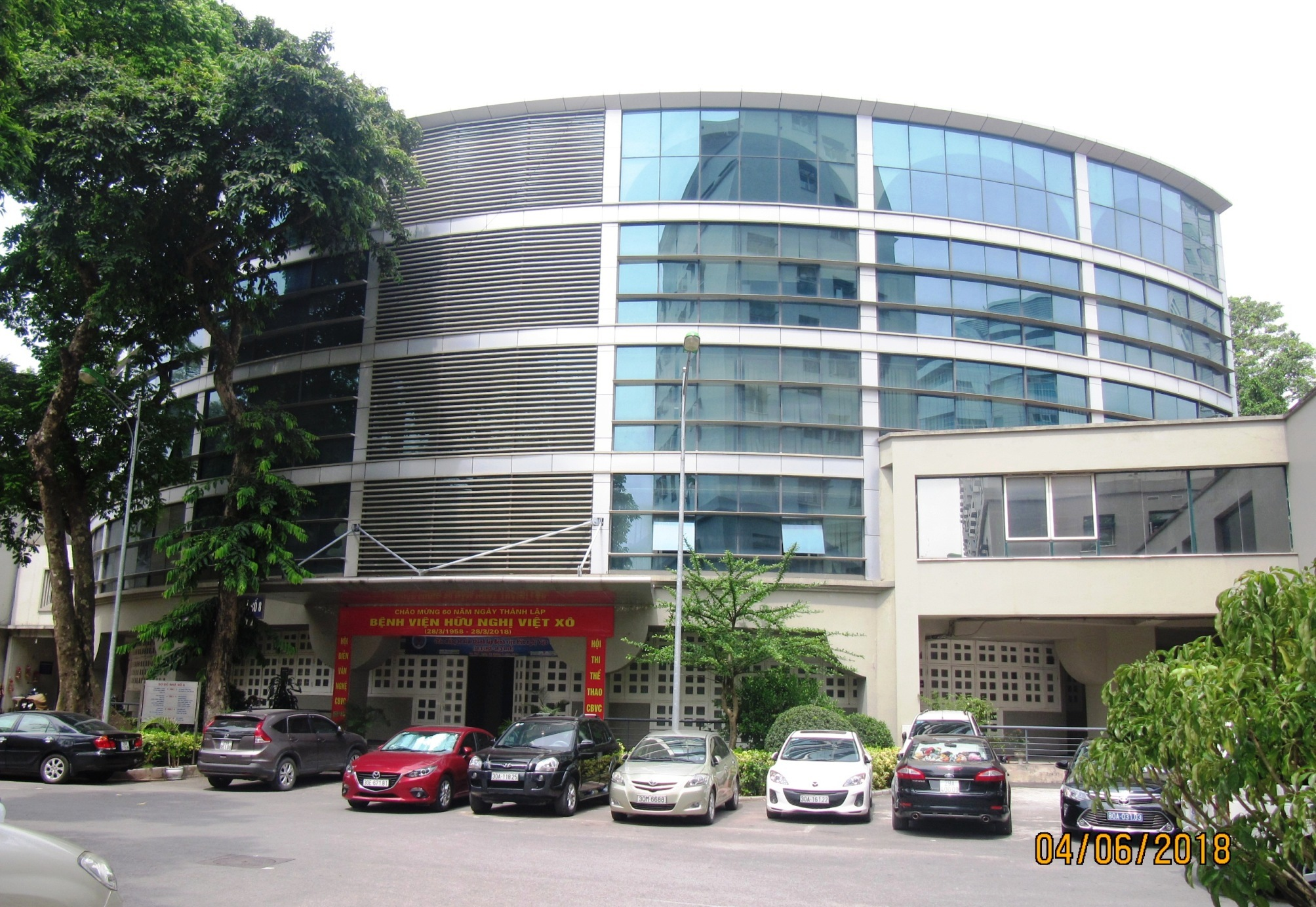
Nhà Hành chính Bệnh viện Hữu Nghị

Bệnh viện Hữu Nghị là một bệnh viện công lập đa khoa lớn ở Hà Nội, Việt Nam.
Tiền thân của bệnh viện là "Bệnh viện Hữu Nghị Việt – Xô", được thành lập năm 1958. Đây là bệnh viện đa khoa hoàn chỉnh loại I, có nhiệm vụ khám chữa bệnh cho cán bộ cấp trung cao trong cơ quan dân chính Đảng ở các tính phía bắc .
Địa chỉ bệnh viện: Số 1 Trần Khánh Dư, phường Bạch Đằng, quận Hai Bà Trưng, Hà Nội, Việt Nam.

## Lịch sử thành lập
Bệnh viện được chính thức thành lập theo Nghị định 163-NĐ/TTg ngày 28/3/1958 của Thủ tướng Chính phủ về hợp nhất Bệnh viện Hồng Thập tự Liên Xô và Bệnh viện 303 thành một bệnh viện lấy tên là Bệnh viện Hữu Nghị Việt Xô.
Tiền thân của Bệnh viện Hữu Nghị là Bệnh xá 303, thành lập năm 1950 để chăm lo sức khoẻ cho cán bộ, nhân viên cơ quan Trung ương Đảng và Chính phủ, đóng tại chiến khu Việt Bắc.
Hoà bình lập lại, cơ quan của Đảng và Chính phủ trở về Hà Nội, Bệnh xá 303 chuyển về vị trí của Bệnh viện Đồn Thủy. Năm 1955 Trung ương quyết định mở rộng bệnh xá thành Bệnh viện 303. Tháng 5/1956, Bệnh viện Hồng thập tự Liên Xô được khai trương tại địa điểm của Bệnh viện 303. Cuối năm 1957, chuyên gia Liên Xô rút về nước, Bệnh viện Hồng thập tự Liên Xô được bàn giao cho ta quản lý, và đến năm 1958 thì lập ra Bệnh viện Hữu Nghị .
Ngày 14/11/1994, Chính phủ đã có quyết định số 6388/TCCB đổi tên Bệnh viện Hữu Nghị Việt Xô thành Bệnh viện Hữu Nghị.
Hiện nay Bệnh viện Hữu Nghị đã được đầu tư xây dựng khang trang, hiện đại, đến nay đã trở thành bệnh viện đa khoa loại I, hoàn chỉnh, với 25 khoa lâm sàng, 8 khoa cận lâm sàng và 8 phòng chức năng, với quy mô 650 giường kế hoạch.

## Các khoa phòng chuyên môn
Các khoa phòng chuyên môn theo giới thiệu của Bệnh viện năm 2017 

### Các khoa lâm sàng
- Khám bệnh B
- Khám chữa bệnh theo yêu cầu
- Cấp cứu
- Hồi sức TC và CĐ
- Nội tổng hợp A
- Nội tim mạch
- Tim mạch can thiệp
- Thận tiết niệu - Lọc máu
- Nội tiêu hóa
- Ung bướu - Xạ trị
- Nội thần kinh
- Cơ xương khớp
- Bệnh nhiệt đới
- Y học cổ truyền
- Hô hấp - Dị ứng
- Gây mê hồi sức
- Ngoại tổng hợp
- Tai - Mũi - Họng
- Mắt
- Răng - Hàm - Mặt
- Vật lý trị liệu - Phục hồi chức năng

### Các khoa cận lâm sàng
- Chẩn đoán hình ảnh
- Hóa sinh
- Huyết học truyền máu
- Vi sinh
- Giải phẫu bệnh
- Kiểm soát nhiễm khuẩn
- Dược
- Dinh dưỡng